# Maurice Sourdille
Maurice Sourdille est un chirurgien oto-rhino-laryngologiste et ophtalmologiste français né le 25 octobre 1885 à Nantes et mort le 20 septembre 1961 à Paris.

## Biographie
Maurice Louis Joseph Marie Sourdille est le fils de l'industriel Philippe Sourdille et de Victorine Éloïse Baudot. Marié à Anne-Marie Vincent (fille du bâtonnier Alexandre Jules Vincent et sœur du préfet Alexandre Vincent), il est le père de Jacques Sourdille.
Élève à Saint-Stanislas puis au lycée de Nantes, il suit ses deux premières années de médecine à Nantes, est externe des hôpitaux de Nantes en 1905 puis des hôpitaux de Paris en 1906, avant d'être admis à l'internat en 1911.
Avec son frère Gilbert, il fonde à Nantes une clinique privée en 1928 (la clinique Sourdille, devenue Institut ophtalmologique Sourdille-Atlantique).

## Travaux
- Tendances évolutives de la fenestration (1955)
- Traitement chirurgical de l'otospongiose (1948)
- Otites et surdités de la guerre, diagnostic, traitement, expertises (1917)
- Trépanation mastoïdienne élargie et atticotomie transmastoïdienne (évidement partiel) (1915)

## Distinctions
- Chevalier de la Légion d'honneur
- Officier d'Académie
- Croix de guerre 1914-1918
- Prix Albert de Monaco, de l'Académie de médecine

## Hommages
- Boulevard des Professeurs Sourdille, à Nantes

### Sources
- Jérôme Boulanger, La célébrité mondiale d'un otologiste nantais, Maurice Sourdille, 2004